# Gömörvidéki evangélikus egyházkerület
A Gömörvidéki evangélikus egyházkerület egy történelmi egyházkerület. 
A két egyházmegyéből eggyé lett, nagy kiterjedésű gömöri egyházmegye, melynek irányadói közül nem egynek még élénken élhetett emlékezetében a murányvidéki superintendentia, 1610-ben engedélyért folyamodott Thurzó György nádorhoz superintendens választására. Meg is kapta, de ismeretlen okokból ekkor mégsem vette igénybe. 1704. máj. 22-én aztán a szomszéd (Torna, Borsod, Heves és Külsőszolnok) vármegyék csatlakozásával püspököt választott, akinek a kishonti egyházmegyét is hatósága alá adta az 1707-i rózsahegyi zsinat. 1735-ben a szabad kir. városok kerületével a tiszai egyházkerületté egyesítették. 
Püspökei voltak: 
- Bodó András csetneki l. 1704–1708,
- Sárossy János rozsnyói l. 1708–1709,
- Antoni Sámuel csetneki l. 1709–1738.